# Kali Uchis
Karly Marina Loaiza, més coneguda com a Kali Uchis   (Alexandria, 17 de juliol de 1994) és una cantant i compositora colombo-estatunidenca.
Va debutar en la indústria de la música amb la seva mixtape del 2012, Drunken Babble. Va llançar el seu primer EP, Per Vida, en el 2015, en el qual va guanyar un major reconeixement. El seu primer àlbum d'estudi, Isolation, va ser llançat en 2018.
El 9 de desembre de 2019, Kali Uchis va aparèixer al senzill "10%" del productor canadenc Kaytranada, que va ser extret del seu àlbum Bubba. La cançó guanyaria un premi Grammy a la millor gravació de dansa en la 63a edició dels premis Grammy.

## Discografia
Mixtapes
- Drunken Babble (2012)

EP
- Por Vida (2015)
- To Feel Alive (2020)

Àlbums
- Isolation (2018)
- Sin Miedo (del Amor y otros Demonios) (2020)